# Le Major Plum-Pouding
Le Major Plum-Pouding est une série télévisée québécoise en 48 épisodes de 25 minutes diffusée du 20 novembre 1969 au 12 avril 1973 sur la Télévision de Radio-Canada.
Selon les sources, le titre peut être présenté sous Le Major Plum Pouding sans de trait d'union mais dans le générique de l'émission, nous pouvons lire Le Major Plum-Pouding avec un trait d'union. Radio-Canada réfère généralement à cette série sous le nom de Les carnets du Major Plum-Pouding bien que ce titre n'apparaît pas dans le générique de l'émission.

## Distribution
- Yves Létourneau : Major Plum-Pouding (officier des services de contre-espionnage de Sa Majesté)
- Françoise Lemieux : Bibianne (secrétaire du Major Plum-Pouding)
- Gaétan Labrèche : Aristide Cassoulet (agent secret de l'Interbol)
- Élizabeth Chouvalidzé : Fanfan l'Étrivant (neveu de Dame Pénélope)
- Janine Sutto : Dame Pénélope (gouvernante du Major Plum-Pouding)
- Guy Boucher : le professeur Marc Robius de l'épisode La formule secrète
- Yvon Bouchard : Professeur Chausson

## Épisodes
1. « La Bête fauve ». Le Major Plum-Pouding débrouille une ténébreuse affaire de chat siamois. Théâtre pour enfants. Premier épisode de la série. Diffusion : le jeudi 20 novembre 1969, à 16:30.
2. « La Momie démomifiée ». Diffusion : le jeudi 27 novembre 1969, à 16:30.
3. « Le Fantôme d’opérette ». Diffusion : le jeudi 4 décembre, à 16:30.
4. « Le Mystère de la couronne ». Diffusion : le jeudi 11 décembre 1969, à 16:30.
5. « Le Hippie défloré ». Diffusion : le jeudi 18 décembre 1969, à 16:30.
6. « Le Perroquet ventriloque ». Diffusion : le jeudi 8 janvier 1970, à 16:30.
7. « Le Kangourou neurasthénique ». Diffusion : le jeudi 22 janvier 1970, à 16:30.
8. « La majorette mijaurée ». Diffusion : le jeudi 5 février 1970, à 16:30.
9. « Le Rigodon du guéridon ». Diffusion : le vendredi 26 février 1970, à 16:30.
10. « L’Attaque des Atacas ». Diffusion : le jeudi 5 mars 1970, à 16:30.
11. « L’Horloge ensorcelée ». Diffusion : le jeudi 9 juillet 1970, à 16:30.
12. « Le Chien microscopique ». Diffusion : le jeudi 23 juillet 1970, à 16:30.
13. « L’Hôte Tomate ». Diffusion : le jeudi 6 août 1970, à 16:30.
14. « Le Gorille mondain ». Diffusion : le jeudi 27 août 1970, à 16:30.
15. « Les talents de l'étalon ». Depuis 20 ans, le Grand Prix de la Reine a toujours été remporté par un cheval anglais. Cassoulet entend mettre un terme à cette hégémonie en faisant appel à un cheval venu directement de France et formé par « Interbol ». Diffusion : le mercredi 9 septembre 1970, à 16:30.
16. « La Formule secrète ». Macrobius, savant ami de Plum-Pouding, a découvert une inquiétante formule chimique qui provoque un gigantisme effroyable chez celui qui y est soumis. Le monde entier veut s’approprier cette formule et Macrobius se réfugie chez Plum-Pouding. Diffusion : le jeudi 15 avril 1971, à 16:30.
17. « Gare au chien ». Diffusion : le jeudi 20 janvier 1972, à 16:30.
18. « Le Méli-mélo Dieu ». Diffusion : le jeudi 3 février 1972, à 16:30.
19. « Le Gênant Génie ». Diffusion : le jeudi 17 février 1972, à 16:30.
20. « Le Marécage sans fond ». Diffusion : le jeudi 30 mars 1972, à 16:30.
21. « Le Sombre Sombrero ». Diffusion : le jeudi 13 avril 1972, à 16:30.
22. « La Dragée de vérité ». Fanfan et Cassoulet ont dérobé dans le bureau du Major Plum-Pouding des dragée qui oblige celui qui en consomme à dire la vérité. Diffusion : le jeudi 18 mai 1972, à 16:30.
23. « Le Passeport pour l’Interbol ». Diffusion : le jeudi 25 mai 1972, à 16:30.
24. « La Double Trahison ». Dame Pénélope veut connaître l’exaltation du contre-espionnage. Elle vole chez Cassoulet et Plum-Pouding des documents secrets et se fait passer pour une diseuse de bonne aventure au fait de ces documents. Diffusion : le jeudi 7 septembre 1972, à 16:30.
25. « Le Secret de l’épave ». Ayant pris connaissance du contenu d’un colis destiné au Major Plum-Pouding, Cassoulet essaie de trouver le trésor de Barbe Noire. Diffusion : le jeudi 14 septembre 1972, à 16:30.
26. « Le Tracassin du traversin ». Diffusion : le jeudi 21 septembre 1972, à 16:30.
27. « Les Sires du musée ». Diffusion : le jeudi 28 septembre 1972, à 16:30.
28. « La Solution par les oreilles ». Diffusion : le jeudi 5 octobre 1972, à 16:30.
29. « La Fleur fanante ». Diffusion : le jeudi 12 octobre 1972, à 16:30.
30. « Le Tapis collant ». Diffusion : le jeudi 19 octobre 1972, à 16:30.
31. « La Joconde a disparu ». Diffusion : le jeudi 2 novembre 1972, à 16:30.
32. « Trop de calories, qu’alors y faire ». Cassoulet a inventé un super-calorifère. Le major devient énorme… Diffusion : le jeudi 7 décembre 1972, à 16:30.
33. « La Guerre des deux rosses ». Fanfan doit apprendre son histoire d’Angleterre, notamment la Guerre des deux roses. Il s’endort et rêve à « La Guerre des deux rosses », avec Plum-Pouding en duc de Lancaster et Cassoulet en marquis de la Maison des York. Diffusion : le jeudi 14 décembre 1972, à 16:30.
34. « L’Espionne qui veut du show ». Fanfan est en France dans le cadre d’échanges culturels entre la France et l’Angleterre. Pénélope est folle de douleur : une autre candidate a été choisie pour participer aux concours hippiques. Diffusion : le jeudi 21 décembre 1972, à 16:30.
35. « La Torture par les tortues ou les Petits Monstres ». Les enfants ne veulent pas aller à l’école afin de suivre le tournoi de soccer à la télé. Ils disent avoir contracté une maladie contagieuse. Diffusion : le jeudi 28 décembre 1972, à 16:30.
36. « Le Mongol fier ». L’inventeur du ballon-caméléon est recherché par l’Angleterre et par la France. Ces deux pays veulent avoir les droits sur le fameux ballon qui prend la couleur de ce qui l’entoure. Plum-Pouding projette sur son écran secret le portrait du savant. Il apprend qu’il s’agit d’un espion. Diffusion : le jeudi 4 janvier 1973, à 16:30.
37. « Le Déconcertant Concert ». Diffusion : le jeudi 22 février 1973, à 16:30.
38. « L’Astrofolie ». Diffusion : le jeudi 1er mars 1973, à 16:30.
39. « Le Ski pouding ».  Diffusion : le jeudi 15 mars 1973, à 16:30.
40. « Les Hasards du lézard ».  Dame Pénélope reçoit en cadeau d’anniversaire une broche en forme de lézard.  Chacun de leur côté, Cassoulet et le Major Plum-Pouding se rendront compte qu’il s’agit d’un précieux bijou.  En effet, il a la capacité de rendre les gens  « zombie ».  Diffusion : le jeudi 22 mars 1973, à 16:30.
41. « L’Halloween de Fanfan ».  L’Interbol a mis au point un projet pour s’emparer de l’or de la Banque d’Angleterre en utilisant des « bonbons soporifiques » pour endormir les gardiens.  Mais le Major Plum-Pouding a réussi à s’emparer des bonbons le soir de l’Halloween.  Aristide Cassoulet déguisé en chat botté essaiera de récupérer les bonbons.  Diffusion : le jeudi 29 mars 1973, à 16:30.
42. « Le Gobe-mouche bipède ».  Aristide Cassoulet a fait boire une potion hallucinatoire au Major Plum-Pouding.  Ce dernier se met à chasser les mouches.  Pendant ce temps, Cassoulet essaie de récupérer un dossier compromettant.  Diffusion : le jeudi 12 avril 1973, à 16:30.
Lors de la rediffusion de la série, nous avons recensé ces autres épisodes :
43. « Cherchez la statue ».  Diffusion : le vendredi 24 janvier 1975, à 16:30.
44. « Le Téléguidage du téléguido ».  Diffusion : le mardi 25 mai 1976, à 16:30.
45. « Le Miroir sans reflets : le triomphe de Cassoulet. ».  Diffusion : le mardi 1er juin 1976, à 16:30.
46. « Le Miroir sans reflets : la revanche de Plum-Pouding ».  Diffusion : le mardi 8 juin 1976, à 16:30.
47. « Le Bouquin du boucanier ».  Diffusion : le mardi 15 juin 1976, à 16:30.
48. « Le Faisceau fantôme ».  Diffusion : le mardi 31 août 1976, à 16:30.
Source :  Ici Radio-Canada - Horaire des chaînes françaises de radio et télévision de Radio-Canada, publication hebdomadaire, 1969-1985.

## Scénarisation
- Jacques Létourneau
- Yves Létourneau

## Réalisation
- André Bousquet
- Guy Hoffmann

## Vidéographie
DVD
La Boîte à souvenirs: Volume 1, Classique jeunesse de Radio-Canada, 2008
Disque 1
La boîte à Surprise:
- Fanfreluche: Des souliers neufs pour Fanfreluche suivi de Père Noé

- Sol et Biscuit: Les nouvelles suivi de Michel le magicien

- Grujot et Délicat: Le silence et le bruit suivi de Histoire du petit tambour

- Le pirate Maboule: Vite les suçons suivi de Mademoiselle

Marie Quat'Poches: La dinde farcie
Picolo: Le vin de cerises
Disque 2
Les carnets du Major Plum-Pouding: Les talents de l'étalon et La formule secrète
Picotine: Un papillon pour Naimport Tequoi
La Ribouldingue: L'hypnotisme
Bobino: Le gâteau de Bobinette, La journée internationale de la musique, La machine volante et Les affiches de sport
Suppléments :
Capsules nostalgie: Paul Buissonneau, Edgar Fruitier, Benoît Girard, Kim Yaroshevskaya, Élizabeth Chouvalidzé, André Montmorency et Linda Wilscam